# Klub Sportowy Developres Rzeszów 2021-2022
Questa voce raccoglie le informazioni riguardanti il Klub Sportowy Developres Rzeszów nelle competizioni ufficiali della stagione 2021-2022.

## Organigramma societario
Area direttiva
- Presidente: Rafał Mardoń
- Direttore sportivo: Paulina Peret

Area tecnica
- Allenatore: Stéphane Antiga
- Allenatore in seconda: Bartłomiej Dąbrowski
- Scout man: Mateusz Janik

Area sanitaria
- Fisioterapista: Piotr Kmiotek
- Preparatore atletico: Artur Płonka

## Rosa
| N° | Nome                    | Ruolo | Data di nascita   | Nazionalità sportiva |
| -- | ----------------------- | ----- | ----------------- | -------------------- |
| 2  | Gabriela Wojtowicz      | C     | 27 novembre 1988  | Polonia              |
| 3  | Bruna da Silva          | O     | 3 luglio 1989     | Brasile              |
| 5  | Marta Krajewska         | P     | 2 maggio 1998     | Polonia              |
| 6  | Katarzyna Bagrowska     | S     | 5 settembre 2000  | Polonia              |
| 7  | Jelena Blagojević       | S     | 1º dicembre 1988  | Serbia               |
| 8  | Anna Stencel            | C     | 28 agosto 1995    | Polonia              |
| 10 | Katarzyna Wenerska      | P     | 9 marzo 1993      | Polonia              |
| 12 | Aleksandra Szczygłowska | L     | 22 marzo 1998     | Polonia              |
| 14 | Dominika Witowska       | C     | 1º febbraio 1995  | Polonia              |
| 15 | Kara Bajema             | S     | 24 marzo 1998     | Stati Uniti          |
| 16 | Izabella Rapacz         | O     | 25 settembre 1995 | Stati Uniti          |
| 17 | Malwina Smarzek         | O     | 3 giugno 1996     | Polonia              |
| 20 | Daria Bąkowska          | L     | 30 maggio 1991    | Polonia              |
| 27 | Ann Kalandadze          | S     | 10 dicembre 1998  | Georgia              |
| 95 | Magdalena Jurczyk       | C     | 28 ottobre 1995   | Polonia              |
| 98 | Julia Bińczycka         | P     | 4 gennaio 2002    | Polonia              |